# Meine Tochter nicht
Meine Tochter nicht (auch: Meine Tochter nicht!) ist ein österreichischer Fernsehfilm aus dem Jahr 2010 von Regisseur Wolfgang Murnberger nach einem Drehbuch von Konstanze Breitebner mit Lisa Martinek, Bernhard Schir, Nikola Rudle und Christopher Schärf. ORF-Erstausstrahlung war am 12. April 2010, auf Sat.1 wurde der Film erstmals am darauffolgenden Tag gezeigt.

## Handlung
Maria und Paul Hofer sind ein beruflich erfolgreiches Ehepaar. Deren 16-jährige Tochter Nadja ist seit Kurzem mit dem 23-jährigen Robert „Robi“ Bauer liiert. Mit ihm plant sie eine Reise nach Indien, ihre Eltern sind allerdings dagegen. Robi hatte beim Roten Kreuz zu arbeiten begonnen, wurde allerdings wieder nach Hause geschickt, nachdem er zu spät zum Dienst erschienen ist.
Eines Nachts erhalten die Eltern von Nadja einen Anruf von der Polizei, weil Nadja von Robi verprügelt wurde. Maria möchte mit Nadja daraufhin in ein Krankenhaus, wogegen Nadja sich wehrt, sie hätten lediglich gekifft. Bald darauf kommt es zum Streit zwischen Nadjas Eltern einerseits und Robi und Nadja andererseits. Die Eltern möchten, dass Nadja mit ihnen nach Hause kommt, Robi und Nadja laufen allerdings davon. Später wird Nadja bewusstlos in einer U-Bahn-Station gefunden und ins Krankenhaus gebracht. Laut dem behandelnden Arzt Dr. Schell wurden bei ihr THC und Benzodiazepine nachgewiesen. Von Drogen-Spezialistin Frau Dr. Gruber erfahren die Eltern, dass die von ihrer Tochter eingenommenen Medikamente Drogensüchtige als Ersatzdroge erhalten. Robis blaue Lippen deuten darauf hin, dass er ein Junkie auf Entzug ist.
Nadjas Eltern nehmen ihr das Handy ab und sperren sie zu Hause ein. Nadja dagegen möchte zu Robi, sie ist der Meinung, dass Robi mittlerweile weg von den Drogen ist und sie ihm dabei geholfen habe. Maria, Paul und Nadja treffen sich mit Robi und dessen Mutter Gabriele, die von Nadja begeistert ist, weil sie ihren Sohn beim Entzug unterstützt. Paul erlaubt Robi Nadja zu besuchen, unter der Bedingung, dass er absolut nüchtern ist. Polizist Silhavy empfiehlt Nadja, Robi wegen Körperverletzung anzuzeigen. Außerdem vermutet er, dass Robi, der keine Therapie macht, in spätestens zwei Wochen wieder am Karlsplatz bei den Junkies ist und Geld brauchen wird. Silhavy schickt Nadja und Maria zu Frau Dr. Walter von der Interventionsstelle für geschlagene Frauen und zum Jugendamt.
Nachdem Nadja von ihrer Mutter erneut in der Wohnung eingesperrt wird, flieht Nadja über die Dachterrasse. Erst am nächsten Tag taucht sie wieder zuhause auf. Nach einem Schulbesuch nimmt Nadja erneut vor ihren Eltern Reißaus. Außerdem hatte sie von ihrem Vater Geld gestohlen. Maria findet ihre Tochter schließlich am Karlsplatz in der Opernpassage bei Robi und der ebenfalls drogenabhängigen Ira, Nadja flieht vor ihrer Mutter in eine U-Bahn. Bei einer Auseinandersetzung mit einem Dealer wird Maria verletzt, im Wilhelminenspital erhält sie einen Anruf, wonach ihre Tochter mit einer Überdosis tot aufgefunden worden sein soll. In der Pathologie stellen die Hofers erleichtert fest, dass es sich bei der Toten, die einen auf Nadja Hofer lizenzierten Computer bei sich hatte, nicht um ihre Tochter handelt, sondern um Ira. Die Hofers finden ihre Tochter zuhause, Robi hatte ihr Drogen gespritzt. Die Eltern bringen Nadja ins Krankenhaus. Nachdem sich Nadja dort wieder etwas erholt hat, flüchtet sie erneut gemeinsam mit Robi.
Paul lauert Robi in der Nacht auf und droht ihm, einen Auftragskiller zu engagieren, falls er Nadja nicht in Ruhe lässt. Er fährt Robi zum Flughafen Schwechat und kauft ihm ein Flugticket nach Goa, wohin er ihm monatlich 500 EUR überweist. Sollte Robi Kontakt zu Nadja aufnehmen, stellt Paul die Zahlungen ein. Tatsächlich hebt Robi das Geld in den nächsten beiden Monaten ab. Ihrer Arbeitskollegin und Freundin Anna erzählt Maria, dass Nadja Drogen geschenkt wurden, sie aber bis dahin nicht glauben konnte, dass sie diese tatsächlich nimmt: „Meine Tochter nicht“ hatte sie gedacht. Nadja kehrt nach einer erfolgreichen Drogentherapie wieder nach Hause zurück. Dort steht Robis Mutter Gabriele vor der Tür, sie hat einen Anruf von der Botschaft in Indien erhalten, Robi wurde mit einer Überdosis tot aufgefunden. Maria und Paul feiern mit Nadja schließlich ihren 17. Geburtstag.

## Produktion und Hintergrund
Die Dreharbeiten fanden vom 20. Juli bis zum 21. August 2009 in Wien statt. Produziert wurde der Film von der Allegro Film (Produzent Helmut Grasser), beteiligt waren der Österreichische Rundfunk und Sat.1. Unterstützt wurde die Produktion vom Filmfonds Wien und dem Fernsehfonds Austria.
Die Kamera führte Peter von Haller, die Musik schrieb Matthias Weber, die Montage verantwortete Alarich Lenz und das Casting Nicole Schmied. Das Kostümbild gestaltete Martina List, das Szenenbild Renate Martin und Andreas Donhauser, den Ton Dietmar Zuson und Bettina Mazakarini und das Maskenbild Michaela Oppl. Die Lieder One Step To Heaven und Hunters stammen von Michael Sele (The Beauty of Gemina).

## Rezeption
Rainer Tittelbach bewertete den Film auf tittelbach.tv mit 4,5 von 6 Sternen. Der für Sat.1 außergewöhnliche und realistisch gespielte Film nehme alle dramaturgischen Hürden und spekuliere nicht auf niedere Instinkte.